# جمهور (أصول فقه)
الجمهور عند علماء اللغة: جلُّ الشيء وأكثره. وله عدة إطلاقات: الأول: إطلاق مصطلح الجمهور على اتفاق أكثر الفقهاء من أصحاب المذاهب الأربعة.
الثاني: إطلاق مصطلح الجمهور على الأئمة الأربعة دون سواهم.
الثالث: إطلاق مصطلح الجمهور على أكثر القائلين بقول من الأقوال في مذهب من المذاهب.
الرابع: إطلاق مصطلح الجمهور على مذهب الحنفي والشافعي، وله أمثلة عديدة أيضا.
ومستند النقل عن الجمهور: إسناد العهدة إلى من عرف من العلماء بالأمانة في النقل والاطلاع على أقاويل الفقهاء ومذاهبهم، حتى صار عمدة في هذا الباب عند الموافق والمخالف، كالنووي وابن قدامة وغيرهما.

## مفهوم الجمهور
عند علماء اللغة: جلُّ الشيء وأكثره، قال ابن منظور: وجمهور كل شيء: معظمُه، وَقَدْ جَمْهَرَهُ. وجمهور الناس: جُلُّهُم. وجَماهير الْقَوْمِ: أَشرافهم.
وهو عند أهل الاختصاص: اتفاق أكثر العلماء على قول من الأقوال، والجمهور في كل فن أكثر أهله. وسنقتصر على مفهوم الجمهور عند الفقهاء خاصة.

## إطلاقات لفظ الجمهور في كتب الفقهاء
الأول: إطلاق مصطلح الجمهور على اتفاق أكثر الفقهاء من أصحاب المذاهب الأربعة، وعليه، فإذا قيل اتفق جمهور العلماء على حكم شرعي في مسألة ما، فيعني ذلك اتفاق أكثرهم عليه كاتفاق ثلاثة من الأئمة أصحاب المذاهب الأربعة -المالكية والحنفية والشافعية والحنابلة- على حكم شرعي وانفراد الإمام الآخر عنهم بقول ونحو ذلك. وقد يدخلون الظاهرية فيه.
وأمثلته كثيرة جدا وهو الغالب في استعمالهم وإطلاقهم لهذا المصطلح.
قال ابن رشد: (وإذا ملك السيد جميع العبد فأعتق بعضه، فجمهور علماء الحجاز والعراق مالك والشافعي والثوري، والأوزاعي، وأحمد وابن أبي ليلى، ومحمد بن الحسن، وأبو يوسف يقولون: يعتق عليه كله، وقال: أبو حنيفة، وأهل الظاهر: يعتق منه ذلك القدر الذي عتق ويسعى العبد في الباقي، وهو قول طاوس وحماد).
الثاني: إطلاق مصطلح الجمهور على الأئمة الأربعة دون سواهم من الظاهرية والإباضية والشيعة أو بعض السلف وله أمثلة عديدة، منها: قول بدر الدين العيني: (ثم إعتاق الحمل صحيح). ش: أي بدون الأم عند الجمهور، إلا عند الظاهرية). 
الثالث: إطلاق مصطلح الجمهور على أكثر القائلين بقول من الأقوال في مذهب من المذاهب، فيكون مصطلحًا خاصًّا بالخلاف داخل المذهب الفقهي الواحد، وله أمثلة عديدة منها: قول شهاب الدين الشبلي: (قال في الكافي الجمهور أن أبا يوسف مع أبي حنيفة وفي الهداية الأشهر أنه مع محمد).
الرابع: إطلاق مصطلح الجمهور على مذهب الحنفي والشافعي، وله أمثلة عديدة أيضا. منها: قول ابن عابدين الحنفي: (قوله الأصل: الإباحة أو التوقف)، المختار الأول عند الجمهور من الحنفية والشافعية كما صرح به المحقق ابن الهمام في تحرير الأصول. 

## مستند النقل عن الجمهور
ليس لآحاد الناس في هذا الزمان أن ينسبوا إلى الجمهور من فقهاء الإِسلام وأئمته قولًا أو رأيًا هكذا بالتشهِّي، أو بالتخمين، وسواء كان هؤلاء الآحاد خاصةً أو عامة؛ لأن الأمر في هذا من باب الإخبار، والخبر لابد فيه من تحري الصدق وخاصةً إذا كان نقلًا عن أكابر الأمة وصالحيها، فإذا ثبت هذا فإن النقل عن الجمهور له طريقان، أحدهما قوي، والآخر ضعيف.
أما القوي: فهو إسناد العهدة إلى من عرف من العلماء بالأمانة في النقل والاطلاع
على أقاويل الفقهاء ومذاهبهم، حتى صار عمدة في هذا الباب عند الموافق والمخالف، كالنووي وابن قدامة وغيرهما، وكلما اقترب زمان هذا العالم الأمين المطلع الناقل من زمان أصحاب المذاهب والأقاويل الفقهية كلما كان النقل أثبت، وكلما كانت النسبة إلى جمهورهم أقوى وأجود.
وأما الطريق الآخر الضعيف: فهو الاجتهاد في هذا الزمان بإفراغ الوسع وبذل الطاقة في البحث والاطلاع على تلك الأقاويل والمذاهب التي بلغنا علمها وَوَصَلنا ذِكْرهَا في المطبوع من المصنفات والمؤلفات الفقهية التي اشتهرت بذكر المذاهب الفقهية. 

## مكانة مذهب الجمهور عند العلماء، وموقفهم منه
1-إفراغ الوسع في عدم مخالفتهم أو الانفراد عنهم، .... فاجتماع عددهم مع توفر صفات العلم والتقوى والنزاهة مظنَّة الصواب والرأي السديد، وانفراد غيرهم عنهم مظنة الخطأ والشطط والجنوح البعيد.
2-الاعتناء بنقل أقوال الجمهور ومذاهبهم، فقل أن ترى مصنفًا في فقه المذاهب إلا وصاحبه مهتم بنقل قول الجمهور.
3-الذي عليه جمهور الأصوليين والفقهاء: أن الإجماع لا ينعقد ولو مع مخالفة المجتهد الواحد الموجود في عصر الأكثرين، وهو مذهب جماهير أصحاب أئمة المذاهب الأربعة، وذهب الغزالي إلى غير هذا، فقال: والمذهب انعقاد إجماع الأكثر مع مخالفة الأقل. 